# Oligotricha lapponica
Oligotricha lapponica is een schietmot uit de familie Phryganeidae. De soort komt voor in het Palearctisch en het Nearctisch gebied.